# NGC 852
NGC 852 je galaksija u zviježđu Eridan.

## Vanjske poveznice
- SEDS: NGC 852